# Troutlake River
Der Troutlake River ist ein linker Nebenfluss des Chukuni River im Kenora District im Südwesten der kanadischen Provinz Ontario.
Der Troutlake River bildet den Abfluss des Sees Trout Lake. Er verlässt den See am Südufer und durchfließt die benachbarten Seen Otter Lake und Little Trout Lake. Er fließt in überwiegend südöstlicher Richtung und nimmt die Nebenflüsse Joyce River und Woman River von links auf. Anschließend wendet sich der Fluss nach Süden und mündet in den Pukwash Lake. Der Troutlake River hat eine Länge von 85 km. Der mittlere Abfluss am Pegel oberhalb von Big Falls beträgt 16 m³/s. 